# سوتلانا ایوانونا گراسیمنکو
سوتلانا ایوانونا گراسیمنکو (به روسی: Светла́на Ива́новна Герасиме́нко) (به اوکراینی: Світлана Іванівна Герасименко) (۲۳ فوریهٔ ۱۹۴۵ – ۸ آوریل ۲۰۲۵) ستاره‌شناس روسی-اوکراینی و یکی از کاشفان دنباله‌دار گراسیمنکو بود که به افتخار وی به این اسم نامگذاری شد.

## زندگی‌شخصی
وی در سال ۱۹۴۵ میلادی، در خانواده‌ای که نسل در نسل معلم بودند، از پدری لهستانی و مادری اوکراینی در شهر کی‌یف، پایتخت کنونی اوکراین دیده به جهان گشود. در سال ۱۹۶۸ میلادی، از دانشکدهٔ اخترشناسی دانشگاه ملی تاراس شفچنکو کیف فارغ‌التحصیل شد و بلافاصله در همین دانشگاه در مقطع دکترا به تحصیلات خود در زمینهٔ ستاره‌شناسی ادامه داد. در سپتامبر سال ۱۹۶۹، به همراه کلیم چوریوموف به‌منظور مأموریاتی اکتشافی برای مشاهده و عکس برداری از شهاب سنگ‌ها به آلماتی راهی شدند. در شامگاه ۱۲ سپتامبر سال ۱۹۶۹ در حال مشاهدهٔ شهاب سنگ 32P/Comas Solà، از آن عکس برداری کردند و پس از بازگشت به اوکراین حین تحلیل عکس‌ها در رصدخانهٔ دانشگاه ملی تاراس شفچنکو کیف متوجهٔ جسمی سماعی در لبهٔ صفحه تصویر شدند اما فرض کردند که این هم بخشی از Comas Solà می‌باشد. در ۲۲ اکتبر همان سال و یک ماه بعد از گرفته شدن عکسها آنها کشف نمودند که این جسم نمی‌تواند بخشی از Comas Solà باشد زیرا موقعیت اش ۲ الی ۳ درجه از موقعیت معمول انحراف دارد. تحلیل‌ها و تحقیقات بیشتر توسط این دو در نهایت منتهی به کشف شهاب سنگی شد که به افتخار او و کلیم چوریومف ۶۷ پی/چوریوموف-گراسیمنکو نام گرفت.

## وقایع پس از کشف
کاوشگر فضایی رزتا که برای یک مطالعه دقیق از این دنباله‌دار توسط سازمان فضایی اروپا طراحی و ساخته شده بود. در ۶ اوت ۲۰۱۴، پس از ده سال و پنج ماه و چهار روز از پرتاب سرانجام به مقصد خود رسید و وارد مدار این دنباله‌دار شده و سفینهٔ فرودگر فیله را روی این دنباله‌دار فرود آورد. این اولین بار بود که بشر قادر گردید سفینه‌ای را با موفقیت بر روی یک شهاب سنگ فرود آورد. فرود این فضاپیما بر روی ستاره دنباله‌دار چوریوموف-گراسیمنکو از سوی مجلهٔ علمی ساینس به عنوان بزرگترین دستاورد علمی سال ۲۰۱۴ معرفی شد.

## درگذشت
گراسیمنکو در ۸ آوریل ۲۰۲۵، در سن ۸۰ سالگی درگذشت.